# Metin Göktepe
Metin Göktepe (* 10. April 1969 in Gürün; † 8. Januar 1996) war ein türkischer Journalist. Er arbeitete zunächst für die Zeitschrift Gerçek, später für die Zeitung Evrensel.

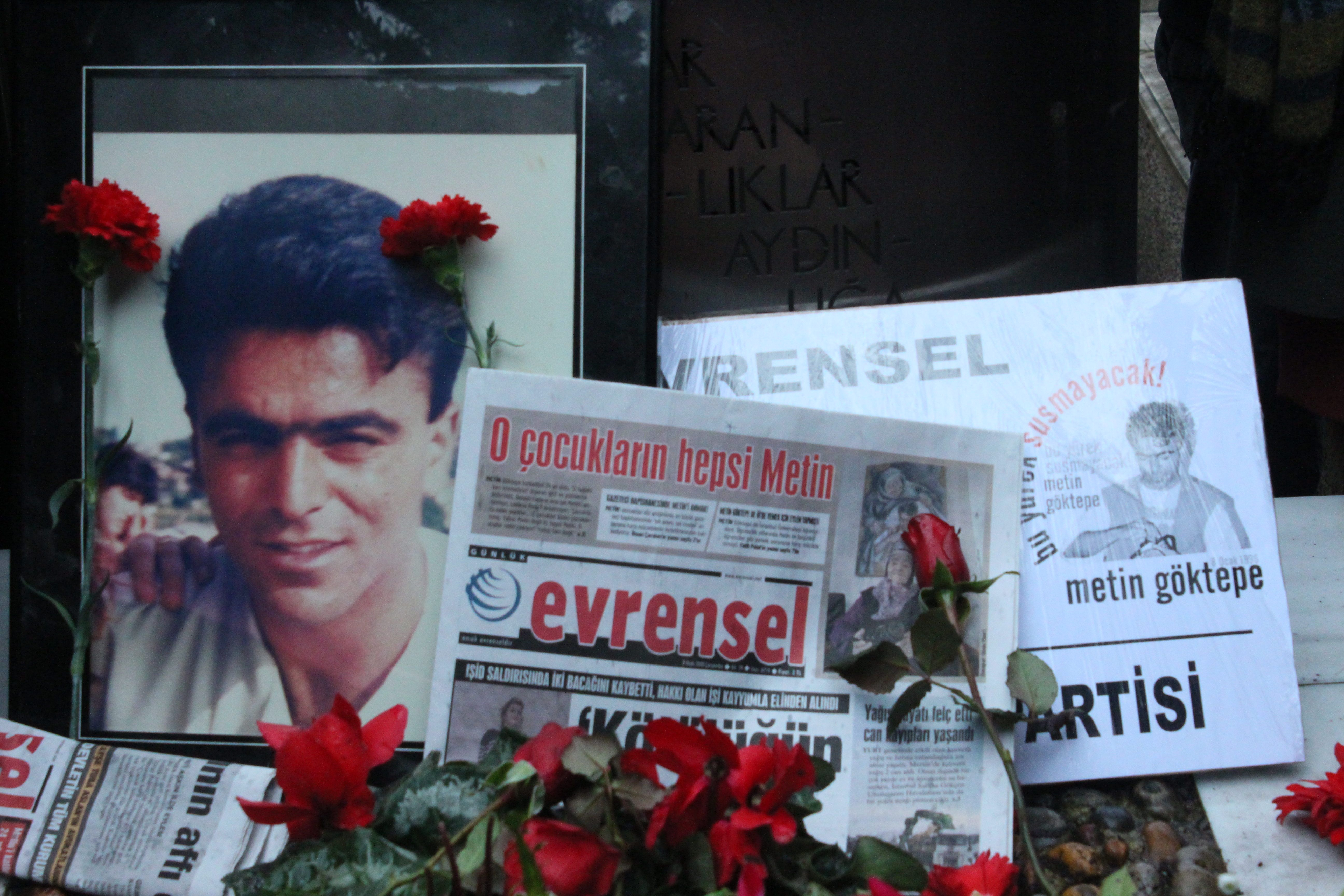
Metin Göktepes Grab

Als Göktepe am 8. Januar 1996 im Istanbuler Stadtteil Eyüp über eine Beerdigung zweier in der Haft getöteter Gefangener berichten wollte, wurde er zusammen mit etwa 1000 anderen Menschen in einer Massenverhaftung festgenommen. Nach seiner Festnahme wurde er von mehreren Polizisten zusammengeschlagen. Anschließend wurde ihm medizinische Hilfe verweigert und er starb noch am selben Tag an seinen Verletzungen.
Die Autopsie ergab, dass „der Tod aufgrund von subduralen und arachnoidalen Gehirnblutungen sowie Blutungen im Gewebe, verursacht durch ein schweres Schädeltrauma, eingetreten ist“. Außerdem weise der Körper der Leiche „sehr viele schwere traumatische Läsionen und einen Rippenbruch“ auf. Der Fall erregte in der Türkei und im Ausland Aufsehen. Anfang 1998 wurden fünf von elf angeklagten Polizisten wegen fahrlässiger Tötung zu siebeneinhalb Jahren Haft verurteilt. Das Urteil wurde von Menschenrechtsorganisationen als zu milde kritisiert.
Die fünf Polizisten waren die ersten, die in der Türkei überhaupt wegen der Tötung eines Journalisten rechtskräftig verurteilt wurden. Gleichwohl wurden sie nach einem Jahr und acht Monaten in Haft im Zuge einer Amnestie freigelassen.
Um das Andenken an ihn zu wahren und seine besonderen Verdienste um die Pressefreiheit zu würdigen, vergibt Evrensel seit 1998 den Metin-Göktepe-Journalismuspreis.